# Sapucaia
Sapucaia este un oraș în Pará (PA), Brazilia.